# 1840
Промислова революція •  Національно-визвольні рухи • Робітничий рух •  Російська імперія

## Геополітична ситуація
У Росії править імператор Микола I (до 1855). Російській імперії належить більша частина України, значна частина Польщі, Грузія, Закавказзя, Фінляндія, Аляска, Волощина та Молдова. Україну розділено між двома державами — Королівство Галичини та Володимирії належить Австрії, Правобережжя, Лівобережжя та Крим — Російській імперії.
В Османській імперії править султан Абдул-Меджид I (до 1861). Під владою османів перебувають Близький Схід та Єгипет, Середземноморське узбережжя Північної Африки, Болгарія. Васалами османів є Сербія, Боснія.
Австрійську імперію очолює Фердинанд I (до 1848). Вона охоплює, крім власне австрійських земель, Угорщину з Хорватією, Трансильванію, Богемію, Північну Італію. Короля Пруссії — Фрідріха-Вільгельма III змінив Фрідріх-Вільгельм IV (до). Баварське королівство очолює Людвіг I (до 1848). Австрія, Пруссія, Баварія та інші німецькомовні держави об'єднані в Німецький союз.
У Франції королює Луї-Філіпп I (до 1848). Франція має колонії в Алжирі, Карибському басейні, Південній Америці та Індії. На троні Іспанії сидить Ізабелла II (до 1868). Королівству Іспанія належать частина островів Карибського басейну, Філіппіни. Королева Португалії — Марія II (до 1853). Португалія має володіння в Африці, Індії, Індійському океані й Індонезії.
У Великій Британії триває Вікторіанська епоха — править королева Вікторія (до 1901). Британія має колонії в Північній Америці, на Карибах та в Індії. Королівство Нідерланди очолив Віллем II (до). Король Данії та Норвегії — Фредерік VII (до 1863), на шведському троні сидить Карл XIV Юхан Бернадот (до 1844). Італія розділена між Австрією та Королівством Обох Сицилій. Існує Папська держава з центром у Римі.
Бразильську імперію очолює Педру II (до 1889). Посаду президента США обіймає Мартін ван Бюрен. Територія на півночі північноамериканського континенту належить Великій Британії, вона розділена на Нижню Канаду та Верхню Канаду, територія на півдні та заході континенту належить Мексиці.
В Ірані при владі Каджари. Британська Ост-Індійська компанія захопила контроль майже над усім Індостаном. У Пенджабі існує Сикхська держава. У Бірмі править династія Конбаун, у В'єтнамі — династія Нгуєн. У Китаї володарює Династія Цін. У Японії триває період Едо.

## Події

### В Україні
- Утворено Київське товариство лікарів.
- Засновано Петровський Полтавський кадетський корпус

### У світі
- Упродовж року тривали:
  - Перша опіумна війна.
  - Перша англо-афганська  війна.
  - Османсько-єгипетська війна.
- 22 січня британські колоністи заснували місто Веллінгтон у Новій Зеландії.
- 6 лютого укладено Договір Вайтангі між маорі й Британією, який встановив суверенітет Сполученого королівства над Новою Зеландією.
- 1 березня Адольф Тьєр став прем'єр-міністром Франції.
- 7 червня королем Пруссії став Фрідріх-Вільгельм IV.
- 21 липня імператора Бразилії Педру II проголошено повнолітнім, він розпочав самостійне правління.
- 7 жовтня королем Нідерландів став Віллем II.
- 15 жовтня прах імператора Наполеона перевезено з острова Святої Єлени до Франції.
- 4 листопада на президентських виборах у США переміг Вільям Генрі Гаррісон.

### У суспільному житті
- У Сполученому королівстві випущено першу в світі поштову марку — чорний пенні.
- Компанія Cunard Line розпочала регулярне пароплавне поштове сполучення між Британією й Америкою.
- Павел Стшелецький піднявся на найвищу вершину Австралії — гору Косцюшко.

### У науці
- Джеймс Прескотт Джоуль сформулював закон виділення тепла при проходженні електричного струму через провідник, який отримав назву як закон Джоуля-Ленца.
- Жермен Анрі Гесс запропонував закон Гесса.
- Луї Агассіз  запропонував гіпотезу льодовикового періоду.

### У мистецтві
- У Санкт-Петербурзі побачив світ «Кобзар» Тараса Шевченка.
- Почалася серіалізація «Крамниці старожитностей» Чарлза Діккенса.
- Фенімор Купер надрукував роман «Слідопит».
- Відбулася прем'єра опери Гаетано Доніцетті «Фаворитка».

## Народилися
Див. також Категорія:Народились 1840
- 5 лютого — Джон Бойд Данлоп, шотландський лікар-ветеринар
- 14 лютого — Клод Моне, французький живописець, один із засновників імпресіонізму
- 22 лютого — Август Бебель, один із засновників німецької соціал-демократичної партії, керівний діяч 2-го Інтернаціоналу
- 29 лютого — Джон Філіп Голланд, американський інженер, конструктор першого сучасного підводного човна (пом. 1881).
- 2 квітня — Еміль Золя, французький письменник, публіцист
- 26 квітня — Петро Петрович Алексєєв, хімік-органік, професор Київського університету (пом. 1891).
- 7 травня — Петро Ілліч Чайковський, російський композитор
- 13 травня — Альфонс Доде, французький письменник
- 21 травня — Кропивницький Марко Лукич, театральний діяч, драматург, композитор, актор
- 2 червня — Томас Гарді, англійський письменник
- 27 вересня — Жак Тібо, французький скрипаль

## Померли
Див. також Категорія:Померли 1840